# ウィリアム・ヘンリー・アイアランド

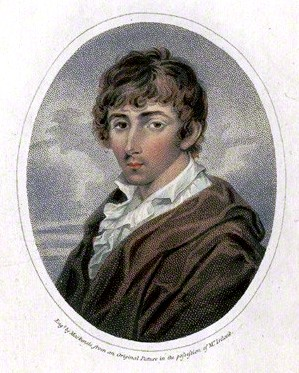
ウィリアム・ヘンリー・アイアランド、 不詳の画家の作品にならってフレデリック・マッケンジーが制作した手彩色点刻、1818年、 ナショナル・ポートレート・ギャラリー、ロンドン

ウィリアム・ヘンリー・アイアランド（英語: William Henry Ireland、1775年8月2日 – 1835年4月17日）は、 シェイクスピア関連のものと称する文書や戯曲を偽造したイングランドの贋作者である。詩人やゴシック小説作家、歴史作家としてはあまり知られていない。洗礼名はウィリアム・ヘンリーだとされているが、生涯を通してサミュエルとして知られ（幼くして亡くなった兄弟の名を取ったとされる）、多くの資料にサミュエル・ウィリアム・ヘンリー・アイアランドと記載されている。

## 前半生
ウィリアム・ヘンリー本人は自身が1777年にロンドンで生まれたと主張し続けたが、後に発見された資料によって、本人の主張より2年早い1775年8月 生れであるとされた。父サミュエル・アイアランドは紀行文の出版者として成功した人物で、シェイクスピア関連の「遺品」や戯曲、また骨董品の収集家でもある。
当時から現在に至るまで、シェイクスピアの直筆はごく少数しか発見されていない。この当時、シェイクスピア直筆の戯曲の原稿は一つも見つかっておらず、友人や同僚作家、パトロン、演出家、出版者に向けて書かれた手紙の断片も未発見であった。ウィリアム・ヘンリーは贋作によってこの空白を埋めようとした。
ウィリアム・ヘンリーは書籍の収集家にもなった。贋作者トーマス・チャタートンの作品や栄誉ある死に魅了されたと、のちの回想で繰り返し述べている。またジェームズ・マクファーソンの『オシアン』についても知っていたとされる。ウィリアム・ヘンリーは、ハーバート・クロフトが1780年に出版した小説『恋と狂乱』に強い影響を受けた。同作品はアイアランド家の中でしばしば朗読されており、作中にはチャタートンやマクファーソンの節が多く含まれている。
ウィリアム・ヘンリーが抵当を扱う弁護士の徒弟だった頃、古い時代に作られた何も書かれていない紙に署名を偽造する試みを開始した。父親に偽造文書を見せるまでに複数の文書が贋造されている。

## 最初の贋作
1794年12月、ウィリアム・ヘンリーは匿名希望の知人が所有する古い文書の隠し場所を見つけ、その中からシェイクスピア直筆の署名が残された不動産抵当証書を見つけたと父に語った。当然その文書はウィリアム・ヘンリー自身が偽造したものだが、何年にも渡って直筆署名を探し求めていた父は大喜びしながらこれを受け取った。シェイクスピアによって書かれたとされるその文書には、サウサンプトン伯に対する謝辞が記されていた。
ウィリアム・ヘンリーはさらなる発見物の制作を続けた。シェイクスピア直筆の約束手形やプロテスタント信仰の宣言書、妻アン・ハサウェイへ宛てられた手紙（毛髪の束が添えられていた）、エリザベス一世へ宛てられた手紙などである。ウィリアム・ヘンリーはこれら全てを匿名の友人が所有する櫃から発見されたものだと主張した。またウィリアム・ヘンリーは余白にシェイクスピアの草稿が書き込まれた本のほか、『ハムレット』や『リア王』のオリジナルの原稿を「発見」している。当時に専門家とされていた人物らは、これら全てを本物であると認定している。
1795年12月24日、サミュエル・アイアランドは書籍を出版した。豪華な挿絵入りで、多額の費用をかけて制作されたファクシミリや写しのセットである。これらはシェイクスピアによって署名捺印された法的文書などを複製したものであり、Miscellaneous Papers and Legal Instruments under the Hand and Seal of William Shakespeareと呼ばれている。この本は1796年の出版記録に記載がある。この本の内容に多くの人が興味を持つようになり、次第にウィリアム・ヘンリーの策略は解明されていった。

## "This Solemn Mockery"
1795年、ウィリアム・ヘンリーはより大胆になり、『ヴォーティガンとロウィーナ』という新しい戯曲をまるごと作り上げた。アイルランドの劇作家リチャード・ブリンズリー・シェリダンは大がかりな交渉ののち、ロンドンのドルリー・レーン・シアターで同作品を初演する権利を300ポンドで獲得し、収益の半分をアイアランドに渡すことを約束した。
シェリダンは『ヴォーティガンとロウィーナ』を読み、シェイクスピアの他の作品と比較して内容が単純であることに気が付いた。俳優でありドルリー・レーン・シアター・ロイヤルの支配人でもあったジョン・フィリップ・ケンブルは、作品の信憑性に深刻な疑いを持っていたとのちに主張している。ケンブルは作品をエイプリルフールの日に世に出すことを示唆したが、これに対してアイアランドは不服を唱え、上演は翌日の4月2日に延期されることになった。
シェイクスピア関連の偽造文書にはジェイムズ・ボズウェルを含めた著名な信者がいたものの、懐疑派はそれらの真偽に当初から疑問を持っていた。『ヴォーティガンとロウィーナ』の初演が近づくにつれて、同作品が本物か偽作かの議論で報道の紙面は埋め尽くされた。1796年3月31日、シェイクスピア研究者のエドモンド・マローンは、噂の文書に関する自身の徹底的な論考をまとめたAn Inquiry into the Authenticity of Certain Miscellaneous Papers and Legal Instrumentsを出版する。マローンの非難は細かな文字で印刷された400ページ以上にも及ぶ分厚い本にまとめられ、現代の贋作以外の何物でもないことを説得力をもって示した。信者は自らの立場を守ろうと試みたが、学者たちはマローンの主張に納得させられた。
『ヴォーティガンとロウィーナ』は1796年4月2日、マローンの書籍が出版されたわずか2日後に開演された。当時の記述は実際の状況と少し異なっているが、それでも最初の3公演が順調に進んだことは多くの人が認めるところであり、観衆は敬意を持って聴いていた。だが公演の後期になると、ケンブルは『ヴォーティガンとロウィーナ』のセリフ"and when this solemn mockery is o'er"（そして、此の厳粛なる嘲りが終わりし時）を繰り返すことで自身の意見を暗に示していく。次第にマローンの支持者によって劇場が埋め尽くされるようになり、演劇は観衆のヤジに迎えられた。この演劇はたった一度の興行で終わり、2008年まで再演されることはなかった。

## 贋作の暴露

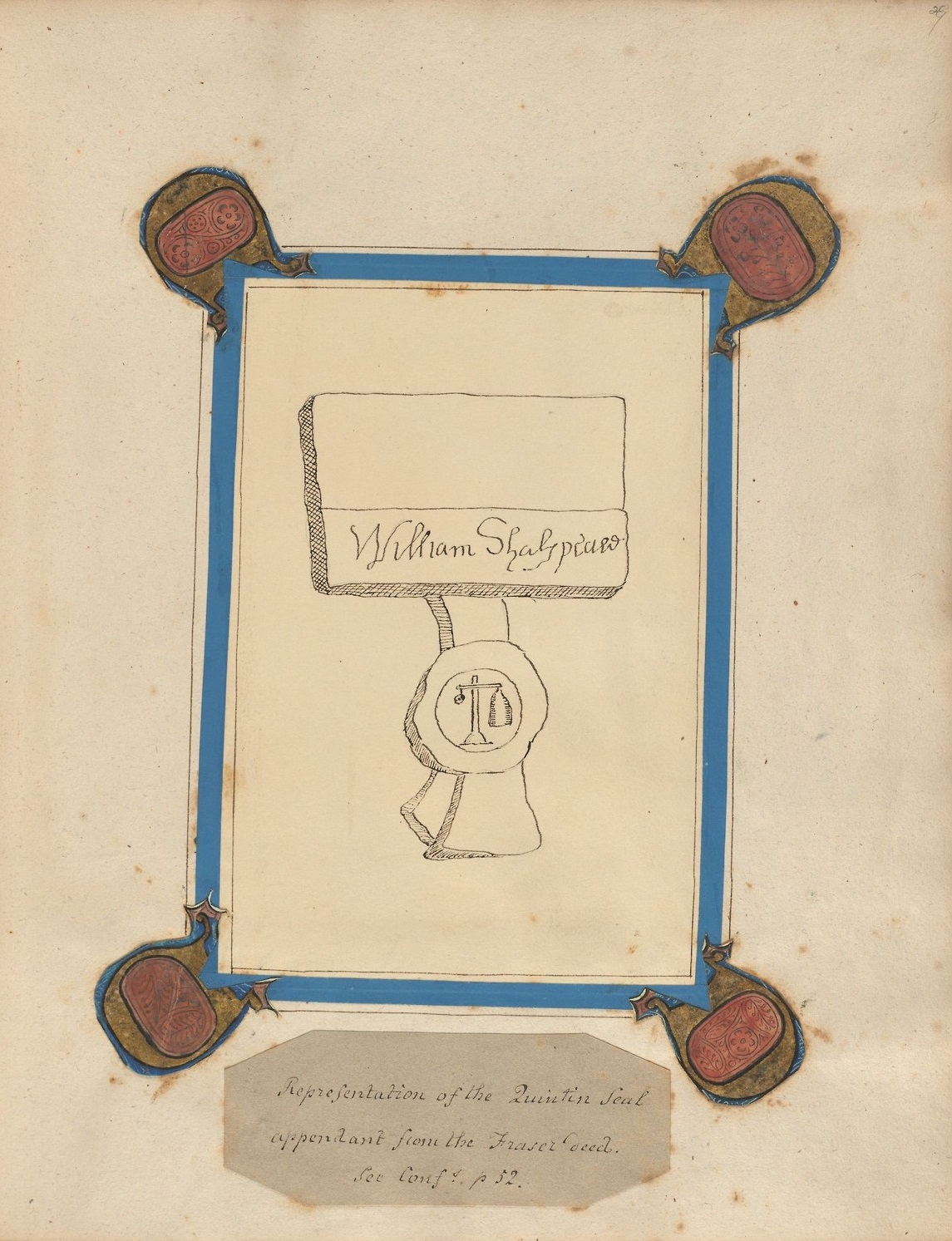
アイアランドによるシェイクスピア署名の偽造、およそ1795年

批評家たちがサミュエル・アイアランドに迫り贋作者として非難したとき、息子ウィリアム・ヘンリーは告白本An Authentic Account of the Shaksperian Manuscriptsを出版した。しかし多くの批評家は、この若者が全てを一人で偽造したとは信じられなかった。とある新聞は、ウィリアム・ヘンリー以外の家族がさらなる贋作物の制作を行っているとき、ウィリアム・ヘンリーが発見物に圧倒されている風刺画を発表した(実際に行われていたこととは逆であるが)。サミュエル・アイアランドの評判は1800年の死去まで回復することはなかった。
1805年、ウィリアム・ヘンリーはThe Confessions of William Henry Irelandを出版したが、この自白はウィリアム・ヘンリーの名声の助けにはならなかった。 ウィリアム・ヘンリーは下働きの作家として多方面の仕事を引き受けたが、常に金欠の状態であった。1814年にウィリアム・ヘンリーはフランスへ移り住み、フランス国立図書館で働いた一方で、ロンドンでの書籍出版を続けた。1823年にロンドンへ帰ってきたとき、ウィリアム・ヘンリーは再び貧乏生活を始めることとなった。1832年、ウィリアム・ヘンリーは自らの版の『ヴォーティガンとロウィーナ』を自身の作品として出版したが(父サミュエルは1799年に原版を出版していた)、ほとんど成功しなかった。
最近の学術的な関心は、ウィリアム・ヘンリーのゴシック小説や詩に向けられている。ウィリアム・ヘンリーの図説Historiesは有名であり、不遇のまま亡くなったというのは恐らく不正確である。しかしながら常に貧困に喘ぎ、債務者監獄にて多くの時間を過ごし、しばしば友人や見知らぬ人からの借金を余儀なくされていた。ウィリアム・ヘンリーが死亡した際、寡婦や娘達は文学基金に救援を申し込んだが、申し訳程度の額しか受け取ることはできなかった。
ウィリアム・ヘンリーがチャールズ・ラムやチャールズの実姉メアリー・ラムと接触したという歴史的根拠はないものの、ピーター・アクロイドが2004年に出版した小説The Lambs of Londonのなかでウィリアム・ヘンリーは主要な登場人物となった。アクロイドは自身の物語の中で、史実に対して自由に多くの脚色を加えた。

## 関連文献
- Doug Stewart, The Boy Who Would Be Shakespeare: A Tale of Forgery and Folly, 2010, Da Capo Press. ISBN 978-0-306-81831-8
- Patricia Pierce, The Great Shakespeare Fraud: The Strange, True Story of William-Henry Ireland, 2004, Sutton. ISBN 0-7509-3393-3
- Jeffrey Kahan, Reforging Shakespeare: The Story of a Theatrical Scandal, 1998, Bethlehem London, Lehigh University Press; Associated University Presses. ISBN 0-934223-55-6
- Jeffrey Kahan, The Poetry of W.H. Ireland (1801–1815) Including the Poet's Imitations, Satires, Romantic Verses, and Commentaries on Coleridge, Wordsworth, Southey, and Others, 2003  Mellen Press.
- Bernard Grebanier, The Great Shakespeare Forgery, 1965, W. W. Norton and Company, Inc., ASIN: B000NYH5X8
- Samuel Schoenbaum, "The Ireland Forgeries: An Unpublished Contemporary Account," in Shakespeare and Others (Washington, D.C.: Folger Books, 1985), pp. 144–53.
- Samuel Schoenbaum, "Shakespeare Forgeries: Ireland and Collier," in William Shakespeare: Records and Images (London: Scolar Press, 1981), pp. 117–54.
- Samuel Schoenbaum, Shakespeare's Lives (Oxford: Clarendon Press, 1970).
- Jack Lynch, chapter 7 of Becoming Shakespeare: The Unlikely Afterlife That Turned a Provincial Playwright into the Bard, 2007, Walker & Co.
- Jack Lynch, "The Picaresque Biography: William Henry Ireland," in Das Paradigma des Pikaresken/The Paradigm of the Picaresque, ed. Christoph Ehland and Robert Fajen (Heidelberg: Universitätsverlag Winter, 2007), pp. 147–57.
- Jack Lynch, "William Henry Ireland's Authentic Forgeries," Princeton University Library Chronicle 66, no. 1 (Autumn 2004): 79–96.
- Paul Collins (American writer, "Banvard's Folly: Thirteen Tales of People Who Didn't Change the World"D
- David Lawrence-Young, The Man Who Would be Shakespeare: The Enigmatic Tale of William-Henry Ireland, Enigma Press/Ravenswood Publishing. 2014 ISBN 9781843869313